# 莫哈末纳兹兰
拿督莫哈末纳兹兰，曾负责审理马来西亚前首相纳吉·阿都拉萨所涉SRC公司4200万令吉资金案。2022年2月擢升为上诉庭法官。
2018年8月2日，纳兹兰取代苏菲安（Sofian Abd Razak）成为纳吉SRC公司4200万令吉洗钱案的裁判人。2020年7月28日，作为法官的纳兹兰宣判，纳吉涉及SRC案的7项指控皆罪名成立，分别涵盖刑事失信、洗黑钱及滥用职权；监禁刑期同时执行，入狱12年及罚款2亿1000万令吉。

## 简历
纳兹兰于2015年4月10日受委司法专员，并在2017年1月30日成为高庭法官，之后于2022年2月4日，擢升成为上诉庭法官。
2019年4月3日，担任吉隆坡第三刑事高庭法官的纳兹兰聆审前首相纳吉·阿都拉萨被控7项涉及SRC国际私人有限公司4200万令吉资金的控罪案件，并于2020年7月28日判处纳吉所有罪名成立。

## 承审案件

### SRC国际公司4200万令吉洗钱案
2018年8月2日，纳兹兰取代具争议的苏菲安（Sofian Abd Razak）成为前首相纳吉·阿都拉萨被控涉及SRC国际公司4200万令吉洗钱案的裁判人。
纳吉的SRC洗钱案于2019年4月3日在高庭开审。控方经过57天的审讯及传召57名控方证人后，于2019年8月27日正式完成举证工作。2019年10月22日及23日，纳兹兰聆听了控辩双方的口头陈词，并于同年11月11日宣判纳吉涉及SRC国际公司3项刑事失信、1项滥权和3项洗钱案所有控状表罪成立，纳吉需要出庭自辩。
自辩阶段于2019年12月3日开始，辩方经过逾30天的辩护及传召19名证人出庭，其中包括选择在证人栏里宣誓为自己辩护的纳吉，并于2020年3月11日完成自辩阶段。
此案随后于2020年6月1日进入口头结案陈词。6月5日，纳兹兰聆听控辩双方一连5天的结案陈词后，裁定7月28日宣判结果。
2020年7月28日，纳兹兰裁定纳吉涉及的SRC国际公司4200万令吉资金案的7项控状罪名成立，分别是3项刑事失信、3项洗黑钱及1项滥权控状。纳吉在此案中被控的滥权罪名，被判入狱12年和罚款2亿1000万令吉；至于3项刑事失信罪名和3项洗黑钱罪名，则各项罪名被判入狱10年。

## 相关事件
2021年2月10日，前首相纳吉·阿都拉萨的支持者拉美斯（Ramesh Rao Krishnan Naidu）因指控承审SRC案的纳兹兰与另一位前首相马哈迪·莫哈末有亲戚关系，在霹雳太平地庭面控不当使用网络罪，惟他否认有罪，获准六千元保释候审。
纳兹兰判处纳吉罪成后，纳吉的律师沙菲宜阿都拉在上诉庭多次批评纳兹兰，以致上诉庭法官于2021年4月6日敦促沙菲宜谨慎言辞。沙菲宜在法院内解释为何应推翻高庭的裁决时，曾使用“无可救药地不称职”（hopelessly incompetent）及“有毒败坏”（poisoned）等字眼来形容纳兹兰的判决。
2022年6月7日，纳吉入禀法庭申请提呈新证据，以证明审理SRC案的纳兹兰涉及利益冲突，需重审案件。其首席辩护律师沙菲宜阿都拉表示，他们近期发现担任SRC案件主审法官的纳兹兰存有几项利益冲突。

## 评价

### 对纳吉SRC案的保释裁判
2022年9月，前任马来西亚总检察长汤米·汤姆斯接受《当今大马》独家专访中，他被问及「对前首相纳吉·阿都拉萨在联邦法院整体的判决和程序有什么看法」，其中他在回答「许多人对案件拖延的时间越长感到沮丧，即使纳吉已被法庭被定罪，但也可以获得保释。如果不被允许，是否会改变社会舆论」的问题时，汤米汤姆斯认为，这种情况为「定罪后保释」。他称纳兹兰是一位伟大和最好的法官之一，舆论对他攻击是不公平的。但汤米汤姆斯认为，允许纳吉保释是一个错误，以致人民忘记纳吉身负7项罪名、72年监禁和2亿1000万的罚款。汤米汤姆斯表示在事后看来，由于准予保释，纳兹兰自己也可能承认这是一个错误，过去6个月对纳兹兰的人身攻击是完全不能接受的。如果纳兹兰在定罪后的情况下驳回申请，法院可能会裁定此类严重罪行不需要保释。如果保释被拒绝，纳吉已经入狱，他将一直待到上诉法院和联邦法院的上诉，过去两年对马来西亚政治体制的损害是可以避免的。